# Henri Duhamel
Henri Duhamel (ur. 9 grudnia 1853 w Paryżu, zm. 7 lutego 1917 w Gières, departament Isère) – francuski alpinista, organizator ruchu alpinistycznego i pionier narciarstwa turystycznego w Alpach Delfinackich i w regionie Grenoble.

## Życiorys
W wieku 13 lat stracił ojca. Gdy miał 20 lat, z powodów zdrowotnych, przeniósł się z matką w Alpy, do Gières w dolinie Grésivaudan. Tu zachwycił się górami i związał się z nimi na całe życie. Był człowiekiem o wielkiej energii działania i żelaznej woli. Niepowodzenie w próbach pierwszego wejścia na Pic Occidental – najwyższy wierzchołek la Meije, w czym ubiegł go w 1877 r. Emmanuel Boileau de Castelnau, zwielokrotniło jedynie jego wysiłki na polu alpinistycznej eksploracji grupy Écrins. W ciągu kilku lat dokonał 23 pierwszych wejść nowymi drogami, w tym 8 na niezdobyte dotąd szczyty. M.in. dokonał pierwszych wejść na Pic Gaspard (3883 m n.p.m., w 1878) i la Meije Orientale (3890 m n.p.m.) oraz pierwszego przejścia południowej ściany Barre des Écrins (południową granią na Pic Lory, 4088 m n.p.m., w 1880) z przewodnikami P. Gaspardem i jego synem.
W 1874 r. był współzałożycielem i pierwszym (tymczasowym) prezesem Sekcji Izery Francuskiego Klubu Alpejskiego (section de l’Isère du Club Alpin Français) w Grenoble. Funkcję prezesa tej sekcji pełnił również później w latach 1884–1887.
W 1887 r. wraz z W.A. Coolidgem i Perrinem wydał przewodnik po Alpach Delfinackich pt. Guide du Haut-Dauphiné, uznawany przez kilkadziesiąt lat za wzór zwięzłości i dokładności dla tego typu wydawnictw. Zajmował się działalnością topograficzną: w 1889 r. opublikował pierwszą kolorową mapę turystyczną pt. Massif du Pelvoux (dawna nazwa grupy Écrins), która służyła alpinistom przez następne 40 lat.
H. Duhamel był również pierwszym propagatorem narciarstwa we Francji. W 1878 r. na Wystawie światowej w Paryżu zobaczył po raz pierwszy narty, zaprezentowane przez Norwegów. Po wieloletnich próbach uprawiania narciarstwa „na własną rękę” (niektórzy badacze historii narciarstwa podają to w wątpliwość) w 1889 r. otrzymał on z Finlandii wskazówki co do sposobu i techniki korzystania z nart, a rok później sprowadził pierwszą parę nart z Norwegii. W 1896 r. założył w Grenoble pierwszy francuski klub narciarski Ski Club Alpin i został jego pierwszym prezesem.
Po wybuchu I wojny światowej jako kapitan obrony terytorialnej został zmobilizowany i przydzielony do 28 batalionu strzelców alpejskich (fr.: le 28e Bataillon de Chasseurs Alpins; 28e BCA). Miał za zadanie organizować narciarskie kompanie górskie, przeznaczone do walk w Wogezach, jak również ośrodki szkoleniowe dla tych jednostek w Chamrousse, Huez i Sarcenas. Zmarł na skutek obrażeń odniesionych podczas upadku (po poślizgnięciu się na zalodzonym podwórzu) na terenie koszar wojskowych w Bonne.
Jego imieniem nazwano jeden z bocznych wierzchołków w masywie la Meije w grupie górskiej Écrins: Pyramide Duhamel (3460 m n.p.m.).